# Namacalathus
Namacalathus ist eine ausgestorbene Tiergattung des Ediacariums unsicherer Zuordnung, die zwischen 549 und 542 Millionen Jahre BP lebte.

## Etymologie
Der Gattungsname Namacalathus ist eine Wortschöpfung zusammengesetzt aus Nama, hergeleitet von der Nama-Gruppe, in der das Fossil entdeckt wurde, und dem Altgriechischen κάλαθος (kálathos) mit der Bedeutung (lilienförmiger) Korb oder Weinkelch. Die Artbezeichnung hermanastes stammt von den altgriechischen Wörtern ἕρμα (hérma) Riff, Untiefe, versunkener Stein und νάστης (nástēs) Be-, Einwohner in Anspielung an die Stromatolithenriffe, in denen der Organismus lebte.

## Erstbeschreibung

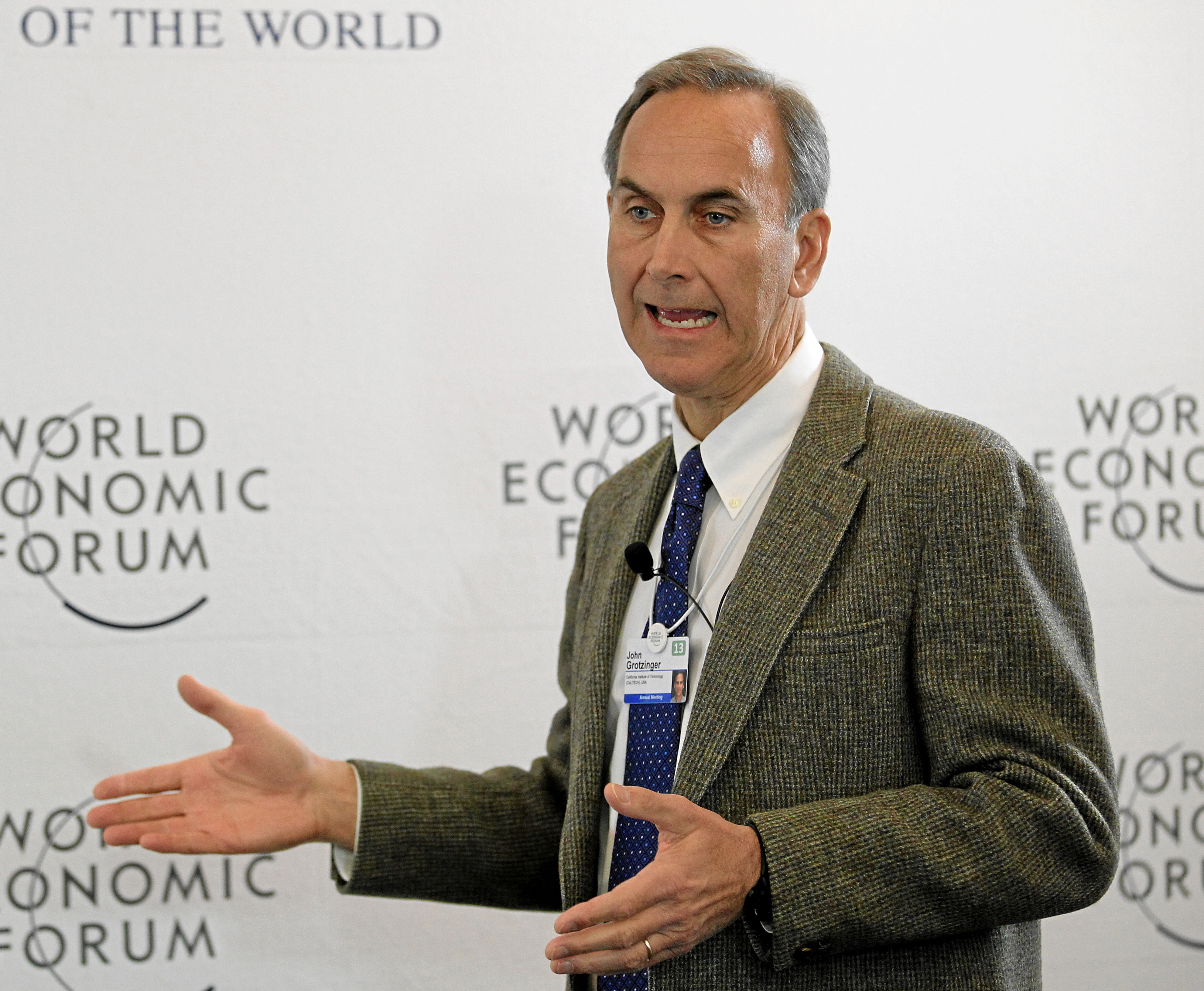
Der Erstbeschreiber von Namacalathus John Grotzinger

Namacalathus hermanastes wurde erstmals im Jahr 2000 von John P. Grotzinger und Kollegen wissenschaftlich beschrieben.

## Vorkommen
Die Typlokalität von Namacalathus befindet sich in der im zentralen und südlichen Namibia anstehenden Nama-Gruppe, vor allem bei Driedoornvlagte. Weitere Vorkommen sind auf Kanada (Byng Formation, Miette Group), Oman und Sibirien (westliche Sibirien-Plattform) beschränkt.

## Taphonomie
Namacalathus-Fossilien sind erhalten als calcitische Hohlraumfüllungen in einer ebenfalls calcitischen Matrix. Aufgrund dieser chemischen Ähnlichkeit und der fragilen Natur der Einschlüsse (mit Wanddicken kleiner als 100 Mikrometer) erwies es sich als unmöglich, sie als Ganzes aus der Matrix herauszulösen. Die Rekonstruktion der Morphologie beruht deshalb auf einer tomografischen Rekonstruktion. Dazu wurde eine Platte mit Einschlüssen in 25 Mikrometer-Schritten abgeschliffen, ihre Oberfläche jeweils fotografiert und anschließend am Computer aus der Serie dieser Bilder die Gestalt rekonstruiert. Anhand von kurz vor der Einbettung fragmentierten Fossilien erscheint auch eine spätere Mineralisierung einer im Leben ausschließlich organischen Wandung unwahrscheinlich.

## Morphologie
Namacalathus ähnelt einem Kelch, der auf einem langgezogenen Stiel sitzt. Der etwa 30 Millimeter lange Stiel hat einen Durchmesser von 1 bis 2 Millimeter. Er verengt sich nach oben und ist innen vollkommen hohl. Der Kelch sitzt dem dünneren Oberende auf. Er ist nach oben offen und besitzt einen umgestülpten Rand. An der Außenseite sind sechs oder sieben, als Fenster bezeichnete Öffnungen vorhanden. Die Kelchwände biegen sich in die Fensteröffnungen hinein, welche in die Länge gezogen sind und sich nach oben verbreitern. Die Kelchgröße variiert zwischen 2 und 25 Millimeter, beträgt aber im Durchschnitt 6,1 Millimeter. Das Verhältnis Höhe zu Durchmesser des Kelchs schwankt zwischen 0,7 und 1,3. Das Fossil ist mäßig kalzifiziert (Kalzitkristalle), der ursprüngliche Aufbau des Skeletts ist aber nicht zu rekonstruieren. Die Wände von Namacalathus sind nur 0,1 Millimeter dick und daher oft von der Sedimentlast verformt. Die Fenster dürften im lebenden Organismus von organischer Substanz verfüllt gewesen sein, der Kelch war aber wahrscheinlich nach oben offen.
Da die dreidimensionale Gestalt von Namacalathus relativ komplex aufgebaut ist und die Wandstärke sehr dünn ausfällt, erscheinen die Fossilien in zweidimensionalen Schnitten in sehr unterschiedlichen Geometrien, darunter offene und geschlossene Kreissektionen, unregelmäßige Hexa- und Heptagone, und sogar herz- und mondförmige Formen kommen vor.

## Taxonomie
Die in Sibirien in der Bohrung Vostok 3 gefundenen Fossilien werden wegen ihrer wesentlich reduzierten Größe als neue Art angesehen. Der perforierte Kelch misst bei ihnen nur 110 bis 230 μm und der Stiel 30 μm im Durchmesser. Die Wandungen des Kelchs sind nur 10 μm dick.
Die generelle taxonomische Stellung von Namacalathus ist nach wie vor unsicher. Je nach Bearbeiter wurde das Fossil bisher zu den Schwämmen (Porifera), den Nesseltieren (Cnidaria), den Algen oder zu den Protisten gestellt. Grotzinger und Kollegen (2000) befürworten aufgrund der Struktur und des funktionellen Aufbaus eine Interpretation als sessiles Nesseltier. Dieser Sichtweise folgen mittlerweile die meisten Experten. Die sechs oder sieben Fenster deuten Brusca und Brusca (1990) als Ansatzpunkt von radial um die zentrale Mundöffnung angeordneten Tentakeln. Möglich ist auch, dass an diesen Stellen Septen oder Gonaden angebracht waren, die mit ihrem Zerfall die Herauslösung der Fensteröffnungen bewirkten.

## Vergesellschaftung
In der Nama-Gruppe ist Namacalathus regelmäßig mit nicht ganz so häufigen Cloudina, anderen, weniger gut erhaltenen Taxa und Spurenfossilien vergesellschaftet.

## Habitat
Die Fossilien der Nama-Gruppe treten in riesigen, zur Thrombolitenfazies gehörenden Stromatolithenriffen auf. Namacalathus war ein benthischer Organismus, der mit seinem Stiel am Meeresboden oder möglicherweise auch in den Riffen aufwachsenden Algenmatten befestigt war.

## Alter
Datierungen mit der Uran-Blei-Methode erbrachten für fossilhaltiges Sedimentgestein aus Namibia und Oman ein Alter von 549 bis 542 Millionen Jahre BP. Dies entspricht dem ausgehenden Ediacarium. 

## Bedeutung
Zusammen mit Cloudina ist Namacalathus das älteste, im Fossilbericht bekannte Taxon, bei dem sich ein kalzifiziertes Skelett nachweisen lässt – ein Wesensmerkmal, das erst später bei Metazoen des Unterkambriums auftreten sollte.